# Paglieta
Paglieta község (comune) Olaszország Abruzzo régiójában, Chieti megyében.

## Fekvése
A megye északi részén fekszik. Határai: Atessa, Casalbordino, Fossacesia, Lanciano, Mozzagrogna, Santa Maria Imbaro, Torino di Sangro és Villalfonsina.

## Története
Első írásos említése a 12. századból származik. A következő századokban nemesi birtok volt. Önállóságát a 19. század elején nyerte el, amikor a Nápolyi Királyságban felszámolták a feudalizmust.

## Népessége
A népesség számának alakulása:

## Főbb látnivalói
- San Canziano-templom
- San Rocco-templom
- Santa Maria Assunta-templom
- San Vincenzo Ferrer-templom
- Castello (középkori vár)
- Palazzo Mariani
- középkori falak és őrtornyok